# Das Nußzweiglein

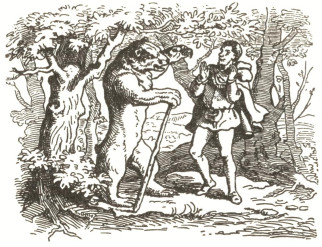
Holzschnitt, Ludwig Richter

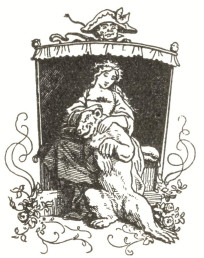
Holzschnitt, Ludwig Richter

Das Nußzweiglein ist ein Märchen (AaTh 425). Es steht in Ludwig Bechsteins Deutsches Märchenbuch an Stelle 16 (1845 Nr. 18).

## Inhalt
Ein Kaufmann verreist und fragt seine Töchter, was er ihnen mitbringen soll. Die erste will eine Perlenkette, die zweite einen Diamantring, die Jüngste ein Nußzweiglein. Grade das sucht er lang vergebens. Als er doch im Wald einen Zweig mit goldenen Nüssen abbricht, kommt ein Bär, der ihn nur verschont für das, was ihm daheim zuerst entgegen laufen wird. Der Mann denkt an seinen Pudel, doch dann ist es die jüngste Tochter. Alle freuen sich über die Geschenke und wollen den Bären betrügen. Der kommt, erhält die Hirtin, merkt es aber und fordert seine Braut. Sie muss ihm in seine Höhle folgen, durch elf Zimmer voll grausigem Getier. Beim zwölften ist der Bär erlöst und ein schöner Fürst mit Schloss und Dienern.

## Herkunft
Bechstein gibt mündliche Überlieferung an und vergleicht Grimms Das singende springende Löweneckerchen. Nach seinem Vorwort von 1845 erzählte es Wilhelmine Mylius. Wie Bechsteins Vergleich ausweist, handelt es sich um eine Variante des Märchentyps, den man auch von Die Schöne und das Biest kennt. Dass der Bär nicht Schinken noch Würste statt der Frau akzeptiert, klingt wie Grimms Froschkönig. Der Zweig stößt an den Hut, wie in Grimms Aschenputtel. Vgl. Bechsteins Besenstielchen, Aschenpüster mit der Wünschelgerte, Der weiße Wolf.
Eine rumäniendeutsche Version des Märchens findet sich in dem Werk Sagen und Märchen aus dem Banater Bergen (Bukarest 1956, S. 104) von Alexander Tietz. Diese wurde 1944 in Reschitz aufgezeichnet und trägt den Titel Die Verwunschenen. Auch ist das Märchen bei den Deutschen in Ungarn bekannt. Eine lothringische Version erhielt im Deutschen den Titel Das verwunschene Schloß.